# Elena Sereda
Elena Sereda (n. 11 februarie 1926 – d. 24 august 2010, București) a fost o actriță română de teatru și film.

## Biografie
A absolvit a Conservatorul Regal de Muzică și Artă Dramatică, la clasa profesorului Ion Manolescu. A jucat la Teatrul Național din București.

## Teatru
A debutat în 1945, în piesa de teatru Asta-i ciudat de Miron Radu Paraschivescu, regia Tudor Mușatescu. A jucat în numeroase piese la Teatrul Național din București: Macbeth de William Shakespeare, Mitică Popescu de Camil Petrescu (1946), Apus de soare de Barbu Delavrancea - rolul Oanei (1956), Maria Stuart de Friedrich Schiller (1964), Danton de Camil Petrescu (1974), A treia țeapă de Marin Sorescu (1979), Căruța cu paiațe de Mircea Ștefănescu (1980), Hagi-Tudose de Barbu Delavrancea (1980), Ploșnița de Vladimir Maiakovski (1982), Despot Vodă de Vasile Alecsandri (1983) și altele.

## Filmografie
- Siciliana (film TV) - Mama Tinca
- Cu Marincea e ceva (1954)
- Ciulinii Bărăganului (1958)
- Nu vreau să mă însor (1961)
- Diminețile unui băiat cuminte (1967) - mama lui Vive
- Nu-ți plătesc (film TV, 1968)
- De trei ori București (1968) - muzeografa
- Prieteni fără grai (1969)
- 1973 Apașii (Apachen), regia Gottfried Kolditz, rol: soacra lui Ulzana
- Zidul (1975)
- Toamna bobocilor (1975) - Leontina, soția baciului Liviu Traian
- Operațiunea Monstrul (1976) - Ortansa, secretara lui Dumitru
- Tufă de Veneția (1977)
- Iarna bobocilor (1977) - Leontina, soția baciului Liviu Traian
- Iarba verde de acasă (1977)
- Ecaterina Teodoroiu (1978) - mama Ecaterinei Teodoroiu
- Între oglinzi paralele (1979)
- Un om în loden (1979) - secretara Institutului
- Ora zero (1979)
- Hagi-Tudose (film TV, 1980)
- Fata morgana (1981)
- Iancu Jianu zapciul (1981)
- Iancu Jianu haiducul (1981)
- Castelul din Carpați (1981) - însoțitoarea mai în vârstă a Stillei
- Încrederea (1986)
- Roberta (2000)
- Coridorul lui Statxovic (2008)

## Distincții
- Ordinul Meritul Cultural clasa a V-a (6 noiembrie 1967) „pentru merite deosebite în domeniul artei dramatice”[2]